# داریل بویله
داریل بویله (آلمانی: Daryl Boyle؛ زادهٔ ۲۴ فوریهٔ ۱۹۸۷) بازیکن هاکی روی یخ اهل کانادا است.